# Monte Ajax
Il Monte Ajax (in lingua inglese: Mount Ajax) è una montagna antartica, alta 3.770 m, situata 2 km a ovest-nordovest del Monte Royalist e che fa parte dei Monti dell'Ammiragliato, in Antartide.
La denominazione è stata assegnata dalla New Zealand Geological Survey Antarctic Expedition (NZGSAE), 1957-58, in onore della nave HMNZS Ajax. Il monte Ajax è uno dei molti monti in quest'area che sono stati denominati in onore di navi della Nuova Zelanda.